# Colombia's Next Top Model (mùa 1)
Colombia's Next Top Model, Mùa 1 là mùa đầu tiên của Colombia's Next Top Model. Chương trình được sản xuất bởi kênh truyền hình Caracol TV vào ngày 8 tháng 1 năm 2012.
Người chiến thắng của mùa này là Mónica Castaño, 23 tuổi từ Palmira. Cô giành được:
- 1 hợp đồng với Chica Águila trong 1 năm trị giá $100.000.000
- Lên ảnh bìa tạp chí Cromos
- Giải thưởng tiền mặt trị giá $110.000.000
- 1 chiếc xe mới

## Thí sinh
| Thí sinh         | Tuổi | Chiều cao              | Quê quán            | Bị loại ở | Hạng |
| ---------------- | ---- | ---------------------- | ------------------- | --------- | ---- |
| Eliana Colorado  | 24   | 1,74 m (5 ft 8+1⁄2 in) | Medellín            | Tập 2     | 15   |
| Conchita Buendía | 23   | 1,71 m (5 ft 7+1⁄2 in) | Cúcuta              | Tập 4     | 14   |
| Viviana Salinas  | 24   | 1,73 m (5 ft 8 in)     | Bogotá              | Tập 6     | 13   |
| Dani Estrada     | 21   | 1,70 m (5 ft 7 in)     | Medellín            | Tập 8     | 12   |
| Mary Montaño     | 21   | 1,80 m (5 ft 11 in)    | Cali                | Tập 10    | 11   |
| Daniela Raad     | 24   | 1,72 m (5 ft 7+1⁄2 in) | Ocaña               | Tập 12    | 10   |
| Karin Kipke      | 24   | 1,70 m (5 ft 7 in)     | Cartagena           | Tập 14    | 9    |
| Carolina Arango  | 23   | 1,74 m (5 ft 8+1⁄2 in) | Guadalajara de Buga | Tập 19    | 8–5  |
| Cristy Garcés    | 20   | 1,75 m (5 ft 9 in)     | Medellín            | Tập 19    | 8–5  |
| Julieth Roldán   | 23   | 1,75 m (5 ft 9 in)     | Medellín            | Tập 19    | 8–5  |
| Martha Medina    | 22   | 1,74 m (5 ft 8+1⁄2 in) | Montería            | Tập 19    | 8–5  |
| Anggie Bryan     | 23   | 1,76 m (5 ft 9+1⁄2 in) | San Andrés          | Tập 19    | 4–2  |
| Claudia Castro   | 21   | 1,73 m (5 ft 8 in)     | Cali                | Tập 19    | 4–2  |
| Lis Henao        | 22   | 1,70 m (5 ft 7 in)     | Medellín            | Tập 19    | 4–2  |
| Mónica Castaño   | 23   | 1,80 m (5 ft 11 in)    | Palmira             | Tập 19    | 1    |

## Thứ tự gọi tên
| 1  | Daniela  | Mónica   | Mónica   | Carolina | Karin    | Martha   | Lis      | Carolina | Lis                            | Mónica             |  |  |  |  |  |  |  |  |  |
| 2  | Martha   | Anggie   | Julieth  | Karin    | Martha   | Mónica   | Claudia  | Mónica   | Claudia                        | Anggie Claudia Lis |  |  |  |  |  |  |  |  |  |
| 3  | Mónica   | Claudia  | Lis      | Julieth  | Cristy   | Lis      | Martha   | Claudia  | Mónica                         | Anggie Claudia Lis |  |  |  |  |  |  |  |  |  |
| 4  | Julieth  | Lis      | Martha   | Lis      | Carolina | Daniela  | Karin    | Martha   | Anggie                         | Anggie Claudia Lis |  |  |  |  |  |  |  |  |  |
| 5  | Karin    | Martha   | Claudia  | Martha   | Lis      | Cristy   | Anggie   | Cristy   | Carolina Cristy Julieth Martha |                    |  |  |  |  |  |  |  |  |  |
| 6  | Mary     | Julieth  | Anggie   | Cristy   | Mónica   | Claudia  | Julieth  | Anggie   | Carolina Cristy Julieth Martha |                    |  |  |  |  |  |  |  |  |  |
| 7  | Dani     | Daniela  | Carolina | Daniela  | Julieth  | Anggie   | Mónica   | Lis      | Carolina Cristy Julieth Martha |                    |  |  |  |  |  |  |  |  |  |
| 8  | Carolina | Dani     | Daniela  | Mary     | Claudia  | Karin    | Cristy   | Julieth  | Carolina Cristy Julieth Martha |                    |  |  |  |  |  |  |  |  |  |
| 9  | Eliana   | Carolina | Mary     | Dani     | Mary     | Julieth  | Carolina | Karin    |                                |                    |  |  |  |  |  |  |  |  |  |
| 10 | Viviana  | Cristy   | Karin    | Mónica   | Daniela  | Carolina | Daniela  |          |                                |                    |  |  |  |  |  |  |  |  |  |
| 11 | Anggie   | Viviana  | Cristy   | Claudia  | Anggie   | Mary     |          |          |                                |                    |  |  |  |  |  |  |  |  |  |
| 12 | Lis      | Conchita | Viviana  | Anggie   | Dani     |          |          |          |                                |                    |  |  |  |  |  |  |  |  |  |
| 13 | Cristy   | Karin    | Dani     | Viviana  |          |          |          |          |                                |                    |  |  |  |  |  |  |  |  |  |
| 14 | Conchita | Mary     | Conchita |          |          |          |          |          |                                |                    |  |  |  |  |  |  |  |  |  |
| 15 | Claudia  | Eliana   |          |          |          |          |          |          |                                |                    |  |  |  |  |  |  |  |  |  |

     Thí sinh được miễn loại
     Thí sinh bị loại
     Thí sinh chiến thắng cuộc thi
- Trong tập 1, 15 thí sinh đã được chọn. Video mở đầu chương trình được chiếu trên màn hình đánh giá và mỗi cảnh đại diện cho một cô gái sẽ tham gia vào cuộc thi chính.
- Trong tập 2, Mónica được miễn loại vì đã thể hiện tốt nhất trong buổi chụp hìnht.
- Sau tập 2, việc loại trừ sẽ diễn ra sau 2 tập. Cô gái có phần thể hiện tốt nhất cho mỗi lần chụp hình sẽ được miễn loại trước buổi đánh giá.
- Trong các tập 15-18, chương trình đã tạm dừng việc loại trừ để kéo dài cuộc bỏ phiếu để quyết định top 4 trong đêm chung kết trực tiếp.
- Tập 19 là đêm chung kết trực tiếp. Top 4 được quyết định từ cuộc bỏ phiếu. Và từ 4 thí sinh còn lại, ban giám khảo sẽ xác định người chiến thắng.

### Buổi chụp hình
- Tập 1: Tạo dáng trong váy đen đơn giản; Video mở đầu chương trình (casting)
- Tập 2: Tạo dáng trong nhà máy làm thịt; Ảnh chân dung vẻ đẹp với trang sức
- Tập 3: Tạo dáng trên mặt nước theo cặp
- Tập 4: Tạo dáng khi bị tạt sơn
- Tập 5: Áo tắm với rắn
- Tập 6: Cổ động viên trên không
- Tập 7: Carnival Barranquilla
- Tập 8: Sự nữ tính và sự nam tính
- Tập 9: Võ sĩ giác đấu theo cặp
- Tập 10: Siêu anh hùng trong truyện tranh
- Tập 11: Tượng thạch cao với người mẫu nam
- Tập 12: Body painting người hâm mộ bóng đá
- Tập 13: Vũ công balê trắng và đen trên không
- Tập 14: Đô vật
- Tập 15: Tạo dáng trong cà kheo theo cặp; Hóa thân thành người nổi tiếng
- Tập 16: Tạo dáng trong áo tắm; Ảnh quảng cáo cho Lady Speed Stick với người mẫu nam; Ảnh chân dung trắng đen khóc lóc
- Tập 17: Pin-up với bánh cupcake; Tạo dáng trong bộ váy sặc sỡ
- Tập 18: Ảnh bìa tạp chí Cromos; Tạo dáng với que sáng trong nhà kho